# 大欽茂
大 欽茂（だい きんも）は渤海の第3代王。

## 生涯

### 統治制度の整備
武王大武芸の三男として生まれた。仁安19年（737年）に渤海王位を継承すると、翌年大興と改元した。即位後、唐は内侍を派遣し渤海郡王 左驍衛大将軍 忽汗州都督に冊封された。その治世は唐の制度に学び国内を整備する文治政治に特徴がある。文王即位以前の渤海では部族制と郡県制が並存した行政制度であった。それを唐制に倣って上京龍泉府を中心とし、域内に府州を設置することで中央集権的な統治を確立する基礎を整備し、また中央統治機構も三省六部を整備しその支配体制を強化した。またこの時代には散官制度と勲爵制度が整備された。
中央制度では唐の五京制に倣い上京・東京・中京が設けられ、780年代には東京龍原府への遷都が実施されている。また『続日本紀』には南海府の名称も出現し、同時に東京の名称から西京が既に整備されていたことが類推されこの時期に渤海の五京制が確立していたと類推される。この五京制は渤海のみならず、後の遼や金の時代にまで影響を与えるものであった。

### 唐への帰順と文化交流
文王は即位直後から唐に積極的に使節を派遣し、半世紀の在位中に記録に残るだけでも50回以上の通貢が確認されている。これは政治的な安定を求める目的以外に、唐から先進的な文化や制度を学ぶ目的も重視された。高王大祚栄や武王の代にもある程度の留学生派遣と漢籍導入が行なわれていたが、文王が即位すると留学生数は飛躍的に増大し、より多くの漢籍を日本にもたらしている。事実この時代の墓碑とされる貞恵公主墓碑と貞孝公主墓碑には『尚書』『詩経』『易経』『礼記』『春秋』『論語』『孟子』『史記』『漢書』『後漢書』『晋書』など多くの書籍からの引用が見られる。

### 日本との交流
武王の代から開始された日本との交流は、文王の代には十数回の使節が派遣され、また使節団の規模も大きなものになった。
使節派遣当初は安史の乱に関する情報交換があり、また叛乱により帰国が困難になった遣唐使を渤海経由で帰国させるなどの性格があったが、その性格は次第に政治・軍事的なものから、次第に文化・経済的なものへと変質していった。
また国家としての使節派遣以外に、大興9年（746年）には渤海人及び鉄利人千百余人が日本に赴き民間貿易を計画するなど、日本との関係を重視した外交政策を展開していたと推察される。

### 安史の乱の影響
唐では節度使である安禄山と史思明による安史の乱が発生すると、その影響は渤海にまで及ぶこととなった。安禄山は平盧節度使として渤海・黒水など4府の経略使の職務を兼任していたが、当時の官制では渤海都督府の上部機構であり、安史の乱は渤海の上部機構による叛乱であった。この叛乱は渤海に波及することを恐れた文王は西部国境に大軍を配すと共に、日本とも連絡を取り事態の対応に当たった。
大興18年（755年）、安禄山の燕軍は唐の東都である洛陽を占拠し、やがて潼関を通過して長安に至った。これにより玄宗は四川へと逃れたが、一連の戦闘の影響を受け営州地域は乱れ、渤海と唐の交通が寸断される事態となり、この前後4年間、唐側の記録からは渤海入貢の記録は姿を消した。
これに対し唐は地方機関より2度使者を渤海に派遣している。最初は大興19年（756年）秋に平盧後（節度使の代行）である徐帰道による使節であり、渤海に対し反乱鎮圧のための兵の出兵を求めるものであった。この時は徐帰道が唐に背き安禄山に走ったことを知り出兵は見送られている。また大興20年（757年）には、権知平盧節度使の王玄志が皇帝勅書を奉じて将軍の王進義を派遣した。当時玄宗は四川に逃れ、太子の李亨が霊武郡で即位し、長安及び洛陽の回復を計画していた時期に相当し、これに関連した使節派遣であると推察される。しかしこの際も文王は慎重な態度を取り具体的な行動を起こさなかった。
安史の乱に際して渤海は燕に呼応することや、混乱に乗じて勢力拡大を行なうことを避け極めて慎重な行動を取り、一貫して唐を支持していた。これは安史の乱平定後の大興22年（759年）に楊方慶を唐に入朝させ、翌年の正月を賀している行動が一つの傍証と考えられている。また唐も大興25年（762年）に文王を渤海郡王から渤海国王に変更しており、このことからも渤海と唐の叛乱期間中の良好な関係が推察される。

## 子女
- 大宏臨（長男）- 王に先立ち薨去
- 大貞斡（次男）- 入唐の記録あり
- 大英俊
- 大嵩璘